# Smerinthulus quadripunctatus
Smerinthulus quadripunctatus is een vlinder uit de familie van de pijlstaarten (Sphingidae). De wetenschappelijke naam van de soort werd in 1895 gepubliceerd door Huwe.